# Gymnocheta ocellosetus
Gymnocheta ocellosetus là một loài ruồi trong họ Tachinidae.